# تپه سبز تنوردر
تپه سبز تنوردر مربوط به دوران پیش از تاریخ ایران باستان تا دوران‌های تاریخی پس از اسلام است و در شهرستان دورود، بخش مرکزی، روستای تنوردر واقع شده و این اثر در تاریخ ۲۴ اسفند ۱۳۸۳ با شمارهٔ ثبت ۱۱۷۱۰ به‌عنوان یکی از آثار ملی ایران به ثبت رسیده است.